# Beratende Versammlung (Saudi-Arabien)

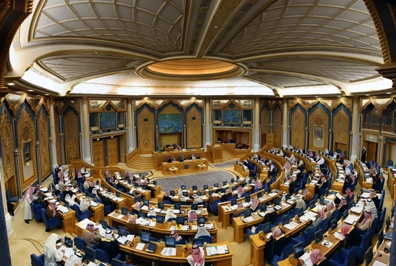
Beratende Versammlung im Yamama-Palast

Die Beratende Versammlung Saudi-Arabiens (arabisch مجلس الشورى, DMG Maǧlis aš-Šūrā), auch bekannt als Schura-Rat, ist formell die beratende Körperschaft Saudi-Arabiens, welches eine absolutistische Monarchie ist.
Sie kann weder Gesetze verabschieden noch durchsetzen. Die legislative Gewalt ist dem König von Saudi-Arabien, Salman ibn Abd al-Aziz, vorbehalten. Die Beratende Versammlung hat begrenzte Befugnisse. Sie hat das Recht, Gesetze vorzuschlagen. Insgesamt hat sie 150 Mitglieder, die allesamt vom König ernannt werden. Die Beratende Versammlung wird von einem Vorsitzenden geleitet. Der derzeitige Vorsitzende ist Abdullah bin Muhammad Al asch-Schaich. Bis 2013 wurden nur Männer als Mitglieder ernannt. Der König kündigte im September 2011 an, dass auch Frauen zur Versammlung nominiert werden könnten.
Die Beratende Versammlung basiert gemäß der Scharia auf der islamischen Schura. Sitz ist der al-Yamama-Palast in der Hauptstadt Riad.

## Macht
Die Beratende Versammlung darf Gesetzesentwürfe einbringen, aber nur der König hat die Macht, diese zu verabschieden oder durchzuführen. Die Versammlung hat lediglich die Befugnis, Gesetze zu interpretieren. Sie kann auch den König politisch beraten, ebenso wie über internationale Verträge und Wirtschaftspläne. Die Versammlung darf einen Blick in den Staatshaushalt werfen und kann Minister für eine Befragung einbestellen.

## Geschichte
König Fahd verordnete am 24. November 2000 das neue Madschlis-asch-Schura-Gesetz, welches das vorherige Gesetz von 1928 ersetzte und über die Satzung des Rates sowie ihre Ergänzungen am 22. August 1993 verfügte. Der Rat der ersten Legislaturperiode (1993–1997) hatte einen Vorsitzenden und 60 Mitglieder. Die Mitgliedschaft wurde um 30 in jeder der zweiten Legislaturperiode (1997–2001), dritten Legislaturperiode (2001–2005) und vierten Legislaturperiode (2005–2009) erhöht, was in 150 Mitgliedern resultierte.
Nach den Vergrößerungen in den Jahren von 1997 bis 2001 erhielt der Rat am Ende des Jahres 2003 einen Sitz in der Internationalen Parlamentarischen Union. Der Rat der vierten Legislaturperiode hielt 845 Sitzungen ab und erließ in ihrem zweiten Jahr 1174 Erklärungen.
Im September 2011, nur wenige Tage vor den Kommunalwahlen, gewährte der König Frauen das Recht, Mitglied des Rates werden zu können. Seit 2013 gibt es 30 weibliche Mitglieder.

## Führer
Die fünfte Amtszeit, der Rat von 2009 bis 2013, welche am 28. Februar 2009 begann, hatte keine Frauen in ihren Reihen und wurde vom Vorsitzenden Abdullah bin Muhammad Al asch-Schaich geführt. Vize-Vorsitzender ist Bandar Bin Mohammed Hamza Asad Hajar, Assistenzvorsitzender ist Abdulrahman Bin Abdullah Bin Abdulaziz Al-Barak und Generalsekretär Mohammed A. Al Ghamdi.

## Ausschüsse
Die Beratende Versammlung besteht aus zwölf Ausschüssen:
- Ausschuss über Islamische, Rechtliche Angelegenheiten, und Menschenrechte
- Ausschuss über Soziale, Familiäre, und Jugendangelegenheiten
- Ausschuss über Wirtschaftliche Angelegenheiten und Energie
- Sicherheitsangelegenheitenausschuss
- Ausschuss über Bildungs- und Wissenschaftsforschungsangelegenheiten
- Ausschuss über Kulturelle und Informationelle Angelegenheiten
- Ausschuss über Auswärtige Angelegenheiten
- Ausschuss über Gesundheits- und Umweltangelegenheiten
- Finanzangelegenheitenausschuss
- Transport-, Kommunikations- und Informationstechnologieausschuss
- Wasser- und Gemeinbedarfs- sowie Dienstleistungsausschuss
- Verwaltungs-, Personal- und Petitionsausschuss.